# 福井県道168号藤巻下荒井線
福井県道168号藤巻下荒井線（ふくいけんどう168ごう ふじまきしもあらいせん）は福井県勝山市と同県吉田郡永平寺町を結ぶ一般県道である。

## 路線概要
福井県道255号と国道157号を結ぶ路線だが、実質的には福井県道255号がすぐに国道416号に接続するので、国道416号と国道157号を結ぶ路線といえるだろう。勝山市街地がある九頭竜川右岸ではなく、左岸を走ることで距離的にも時間的にも永平寺町と大野市をショートカットできる迂回路としての役割が強い道路である。起点から勝山橋付近まではえちぜん鉄道勝山永平寺線と並走し、各駅へのアクセスも担う様々な役割を持つ道といえるだろう。

### 路線データ
- 起点：福井県吉田郡永平寺町藤巻
- 終点：同県勝山市遅羽町下荒井

## 通過する自治体
- 福井県
  - 吉田郡永平寺町 - 勝山市

## 道路状況
ほぼ全線片側1車線の確保された快走路であるが、一部踏切などによって狭溢することがある。しかし路面状況がよく信号機のある交差点が少ないことから、非常に走りやすい路線である。交通量も多くはないが、勝山駅周辺は駅の利用客が多く、やや渋滞が見られる区間と言えるだろう。しかしその他の区間は混雑することは全くと言っていいほどなく、非常に計算できる裏道である。

## 接続路線
- 福井県道255号牧福島上荒川線（永平寺町藤巻、起点）
- 国道416号（勝山市北郷町東野・下森川交差点） - 本路線支線となっている小舟渡橋の対岸で接続。
- 福井県道31号篠尾勝山線（勝山市鹿谷町発坂・荒鹿橋南詰交差点）
- 福井県道260号勝山インター線（勝山市遅羽町比島、勝山恐竜橋南詰交差点）
- 福井県道131号勝山停車場線（勝山市遅羽町比島、勝山橋西詰交差点 - ＜重複＞ - 同・勝山停車場）
- 国道157号（北方向は福井県道171号五条方松原出勝山線重複）（勝山市遅羽町下荒井・下荒井交差点、終点）
- 福井県道171号五条方松原出勝山線（勝山市遅羽町下荒井・下荒井交差点、終点）

## 沿線
- えちぜん鉄道勝山永平寺線
  - 小舟渡駅
  - 保田駅
  - 発坂駅
  - 比島駅
  - 勝山駅
- 弁天桜